# Apocheiridium validum
Espèce
Apocheiridium validum est une espèce de pseudoscorpions de la famille des Cheiridiidae.

## Distribution
Cette espèce est endémique de Nouvelle-Zélande.

## Description
Apocheiridium validum mesure de 1,35 à 1,50 mm.

## Publication originale
- Beier, 1967 : Contributions to the knowledge of the Pseudoscorpionidea from New Zealand. Records of the Dominion Museum Wellington, vol. 5, p. 277-303.